# Mongauzy
Pour l’article ayant un titre homophone, voir Mongausy.
Mongauzy (Mont Gausir en gascon) est une commune du Sud-Ouest de la France, située dans le département de la Gironde (région Nouvelle-Aquitaine).
Ses habitants sont appelés les Mongauzyns.

## Géographie

### Localisation
| - OpenStreetMap Limite communale. |

La commune de Mongauzy se situe dans l'extrême est du département, en limite du département voisin de Lot-et-Garonne, au nord (rive droite) de la Garonne, à 67 km au sud-est de Bordeaux, chef-lieu du département, à 25 km à l'est de Langon, chef-lieu d'arrondissement, et à 6,5 km à l'est-sud-est de La Réole, ancien chef-lieu de canton.

### Communes limitrophes
Les communes limitrophes en sont Fossès-et-Baleyssac au nord-est, Saint-Michel-de-Lapujade à l'est, Lamothe-Landerron au sud-est, Jusix (Lot-et-Garonne) à l'extrême sud-sud-est sur environ 700 m, Bourdelles au sud-ouest, Montagoudin à l'ouest et Saint-Hilaire-de-la-Noaille au nord-ouest.
| Saint-Hilaire-de-la-Noaille |                 | Fossès-et-Baleyssac      |
| Montagoudin                 | Mongauzy        | Saint-Michel-de-Lapujade |
| Bourdelles                  | Jusix (L. & G.) | Lamothe-Landerron        |

### Climat
Pour des articles plus généraux, voir Climat de la Nouvelle-Aquitaine et Climat de la Gironde.
Historiquement, la commune est exposée à un climat océanique aquitain.  
En 2020, Météo-France publie une typologie des climats de la France métropolitaine dans laquelle la commune est exposée à un climat océanique et est dans la région climatique  Aquitaine, Gascogne, caractérisée par une pluviométrie abondante au printemps, modérée en automne, un faible ensoleillement au printemps, un été chaud (19,5 °C), des vents faibles, des brouillards fréquents en automne et en hiver et des orages fréquents en été (15 à 20 jours).
Pour la période 1971-2000, la température annuelle moyenne est de 13,1 °C, avec une amplitude thermique annuelle de 15,3 °C. Le cumul annuel moyen de précipitations est de 809 mm, avec 11 jours de précipitations en janvier et 6,4 jours en juillet. Pour la période 1991-2020, la température moyenne annuelle observée sur la station météorologique la plus proche, située sur la commune de Saint-Sulpice-de-Pommiers à 16,42 km à vol d'oiseau, est de 13,8 °C et le cumul annuel moyen de précipitations est de 764,8 mm,. Pour l'avenir, les paramètres climatiques de la commune estimés pour 2050 selon différents scénarios d’émission de gaz à effet de serre sont consultables sur un site dédié publié par Météo-France en novembre 2022.

## Urbanisme

### Typologie
Au 1er janvier 2024, Mongauzy est catégorisée commune rurale à habitat dispersé, selon la nouvelle grille communale de densité à sept niveaux définie par l'Insee en 2022.
Elle appartient à l'unité urbaine de Marmande, une agglomération inter-départementale regroupant dix  communes, dont elle est une commune de la banlieue,,. Par ailleurs la commune fait partie de l'aire d'attraction de La Réole, dont elle est une commune de la couronne,. Cette aire, qui regroupe 20 communes, est catégorisée dans les aires de moins de 50 000 habitants,.

### Occupation des sols

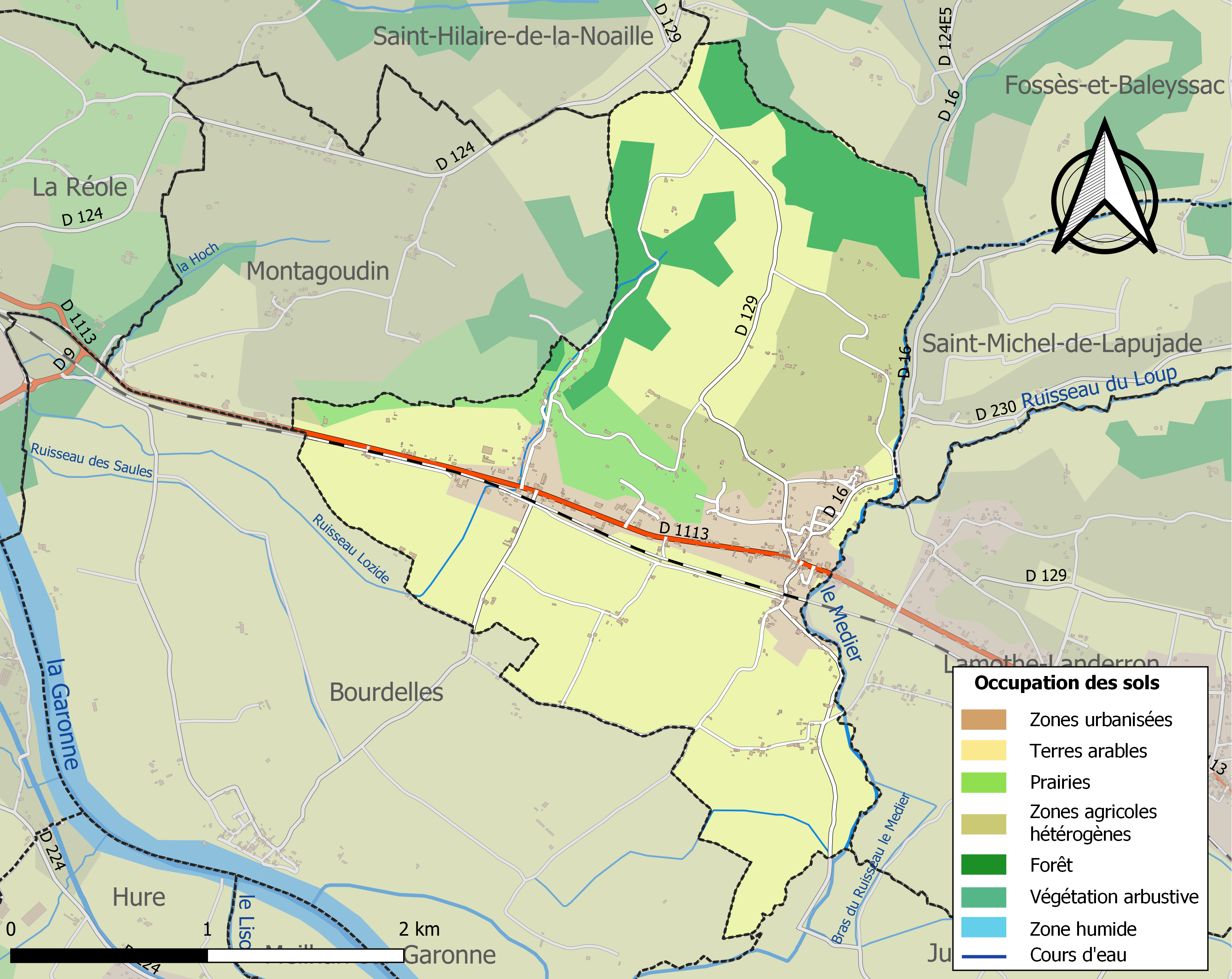
Carte des infrastructures et de l'occupation des sols de la commune en 2018 (CLC).

L'occupation des sols de la commune, telle qu'elle ressort de la base de données européenne d’occupation biophysique des sols Corine Land Cover (CLC), est marquée par l'importance des territoires agricoles (78,2 % en 2018), en diminution par rapport à 1990 (81,3 %). La répartition détaillée en 2018 est la suivante : 
terres arables (42,4 %), cultures permanentes (15,4 %), zones agricoles hétérogènes (14 %), forêts (11,6 %), zones urbanisées (10,3 %), prairies (6,3 %). L'évolution de l’occupation des sols de la commune et de ses infrastructures peut être observée sur les différentes représentations cartographiques du territoire : la carte de Cassini (XVIIIe siècle), la carte d'état-major (1820-1866) et les cartes ou photos aériennes de l'IGN pour la période actuelle (1950 à aujourd'hui).

### Voies de communication et transports
La commune est traversée d'est en ouest par la route départementale 1113, ancienne route nationale 113 qui mène à Montagoudin et La Réole vers l'ouest et à Lamothe-Landerron et Marmande vers l'est.

L'autoroute la plus proche est l'autoroute A62 (Bordeaux-Toulouse) dont l'accès  4 La Réole est distant de 12 km par la route vers le sud-ouest.

L'accès  Bazas à l'autoroute A65 (Langon-Pau) se situe à 31 km vers le sud-ouest.
La gare SNCF la plus proche est celle, distante d'un km par la route vers l'est, de gare de Lamothe-Landerron sur la ligne Bordeaux-Sète du TER Nouvelle-Aquitaine. La gare de La Réole présentant plus de trafic se trouve à 5,5 km par la route vers l'ouest.

### Risques majeurs
Le territoire de la commune de Mongauzy est vulnérable à différents aléas naturels : météorologiques (tempête, orage, neige, grand froid, canicule ou sécheresse), inondations, mouvements de terrains et séisme (sismicité très faible). Il est également exposé à un risque technologique, la rupture d'un barrage. Un site publié par le BRGM permet d'évaluer simplement et rapidement les risques d'un bien localisé soit par son adresse soit par le numéro de sa parcelle.

#### Risques naturels
Certaines parties du territoire communal sont susceptibles d’être affectées par le risque d’inondation par débordement de cours d'eau, notamment le Medier. La commune a été reconnue en état de catastrophe naturelle au titre des dommages causés par les inondations et coulées de boue survenues en 1982, 1988, 1993, 1999, 2000, 2009, 2018 et 2021,.
Les mouvements de terrains susceptibles de se produire sur la commune sont des affaissements et effondrements liés aux cavités souterraines (hors mines). Par ailleurs, afin de mieux appréhender le risque d’affaissement de terrain, l'inventaire national des cavités souterraines permet de localiser celles situées sur la commune.

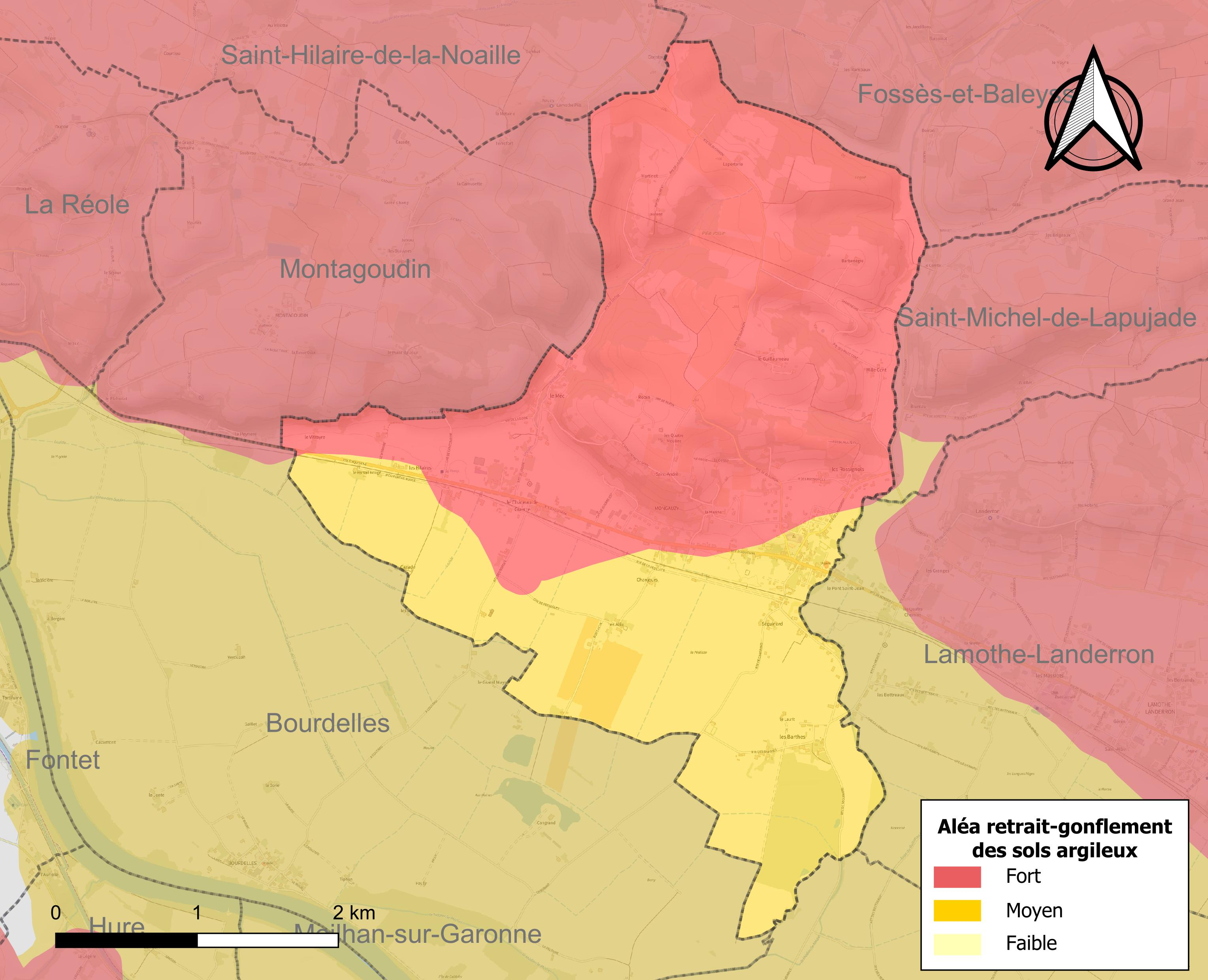
Carte des zones d'aléa retrait-gonflement des sols argileux de Mongauzy.

Le retrait-gonflement des sols argileux est susceptible d'engendrer des dommages importants aux bâtiments en cas d’alternance de périodes de sécheresse et de pluie. La totalité de la commune est en aléa moyen ou fort (67,4 % au niveau départemental et 48,5 % au niveau national). Sur les 290 bâtiments dénombrés sur la commune en 2019, 290 sont en aléa moyen ou fort, soit 100 %, à comparer aux 84 % au niveau départemental et 54 % au niveau national. Une cartographie de l'exposition du territoire national au retrait gonflement des sols argileux est disponible sur le site du BRGM,.
Par ailleurs, afin de mieux appréhender le risque d’affaissement de terrain, l'inventaire national des cavités souterraines permet de localiser celles situées sur la commune.
Concernant les mouvements de terrains, la commune a été reconnue en état de catastrophe naturelle au titre des dommages causés par la sécheresse en 2003 et 2011 et par des mouvements de terrain en 1999.

#### Risques technologiques
La commune est en outre située en aval du  barrage de Grandval, un ouvrage sur la Truyère de classe A soumis à PPI et disposant d'une retenue de 270,6 millions de mètres cubes. À ce titre elle est susceptible d’être touchée par l’onde de submersion consécutive à la rupture de cet ouvrage.

## Histoire
Seigneurie de La Mothe-Mongauzy.
À la Révolution, la paroisse Saint-Jean de Mongauzy forme la commune de Mongauzy. La paroisse Saint-André-du-Garn forme la commune de Saint-André-du-Garn. Le 28 février 1965, la commune de Saint-André-du-Garn est rattachée à celle de Mongauzy, soit une augmentation de population de 186 habitants (recensement de 1962).

## Politique et administration
| Période                                  | Période  | Identité    | Étiquette | Qualité      |
| ---------------------------------------- | -------- | ----------- | --------- | ------------ |
| 1837                                     | 1870     | Morrat      |           |              |
| …                                        |          |             |           |              |
| mars 2008                                | En cours | Clara Delas | PS        | Agricultrice |
| Les données manquantes sont à compléter. |          |             |           |              |

### Communauté de communes
Le 1er janvier 2014, la communauté de communes du Réolais ayant été supprimée, la commune de Mongauzy s'est retrouvée intégrée à la communauté de communes du Réolais en Sud Gironde siégeant à La Réole.

## Démographie
L'évolution du nombre d'habitants est connue à travers les recensements de la population effectués dans la commune depuis 1793. Pour les communes de moins de 10 000 habitants, une enquête de recensement portant sur toute la population est réalisée tous les cinq ans, les populations de référence des années intermédiaires étant quant à elles estimées par interpolation ou extrapolation. Pour la commune, le premier recensement exhaustif entrant dans le cadre du nouveau dispositif a été réalisé en 2007.

En 2022, la commune comptait 656 habitants, en évolution de +9,7 % par rapport à 2016 (Gironde : +6,91 %, France hors Mayotte : +2,11 %).
| 1793 | 1800 | 1806 | 1821 | 1831 | 1836 | 1841 | 1846 | 1851 |
| ---- | ---- | ---- | ---- | ---- | ---- | ---- | ---- | ---- |
| 618  | 479  | 596  | 553  | 512  | 513  | 542  | 592  | 508  |

| 1856 | 1861 | 1866 | 1872 | 1876 | 1881 | 1886 | 1891 | 1896 |
| ---- | ---- | ---- | ---- | ---- | ---- | ---- | ---- | ---- |
| 555  | 552  | 534  | 523  | 519  | 512  | 511  | 482  | 501  |

| 1901 | 1906 | 1911 | 1921 | 1926 | 1931 | 1936 | 1946 | 1954 |
| ---- | ---- | ---- | ---- | ---- | ---- | ---- | ---- | ---- |
| 477  | 490  | 466  | 402  | 407  | 411  | 431  | 432  | 406  |

| 1962 | 1968 | 1975 | 1982 | 1990 | 1999 | 2006 | 2007 | 2012 |
| ---- | ---- | ---- | ---- | ---- | ---- | ---- | ---- | ---- |
| 406  | 555  | 538  | 537  | 531  | 568  | 579  | 580  | 604  |

| 2017 | 2022 | - | - | - | - | - | - | - |
| ---- | ---- | - | - | - | - | - | - | - |
| 595  | 656  | - | - | - | - | - | - | - |

## Culture locale et patrimoine

### Lieux et monuments
- L'église Saint-Jean, à proximité de la route départementale D 1113, date des XIe et XIIIe siècles ; elle est inscrite au titre des monuments historiques et protégée depuis 1925[32].
- Église Saint-André de Saint-André-du-Garn. L'ancienne commune de Saint-André-du-Garn possède sa propre église sur les hauteurs au nord de Mongauzy.
- Le château de la Providence sur l'ancienne commune de Saint-André-du-Garn

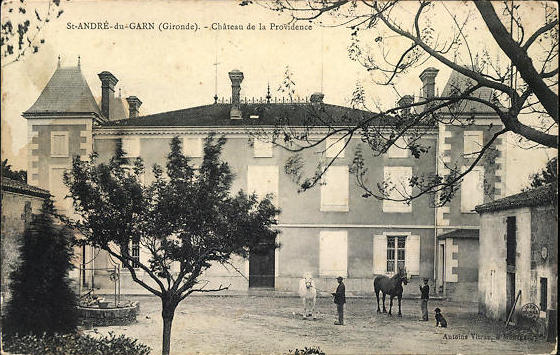
Le château de la Providence (vers 1900)
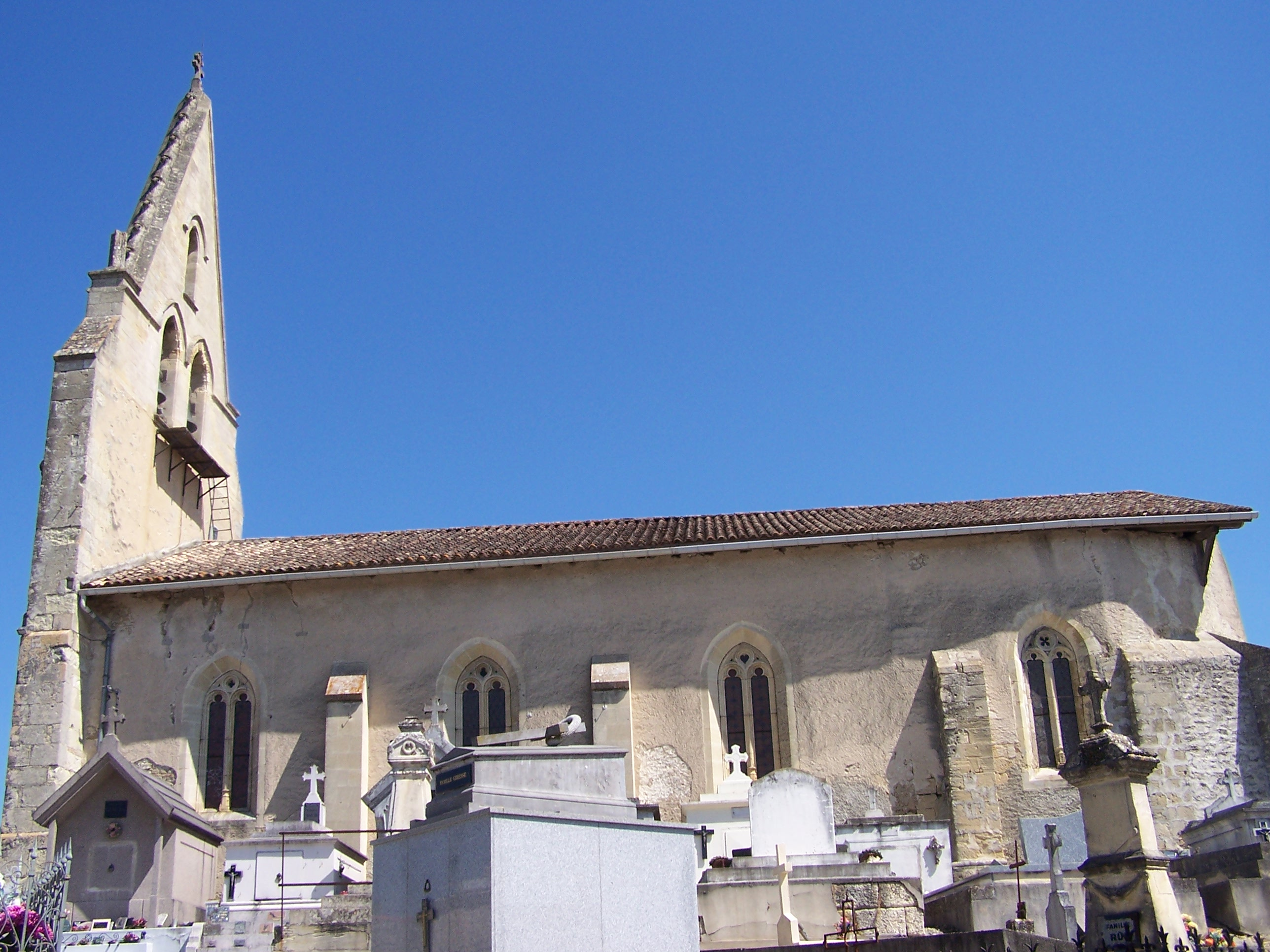
L'église Saint-Jean (juil. 2009).
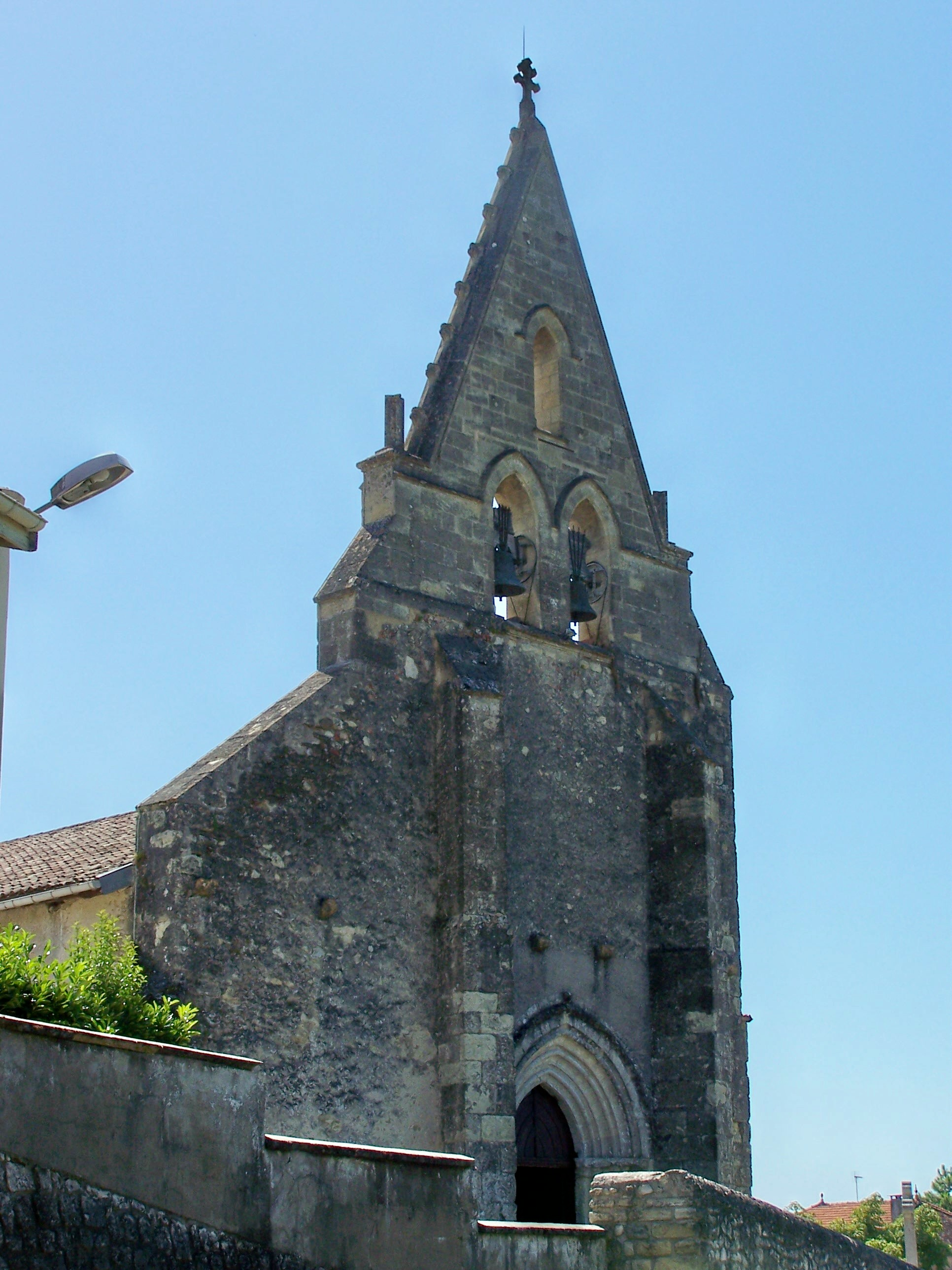
Le clocher-mur de l'église Saint-Jean (juil. 2009).
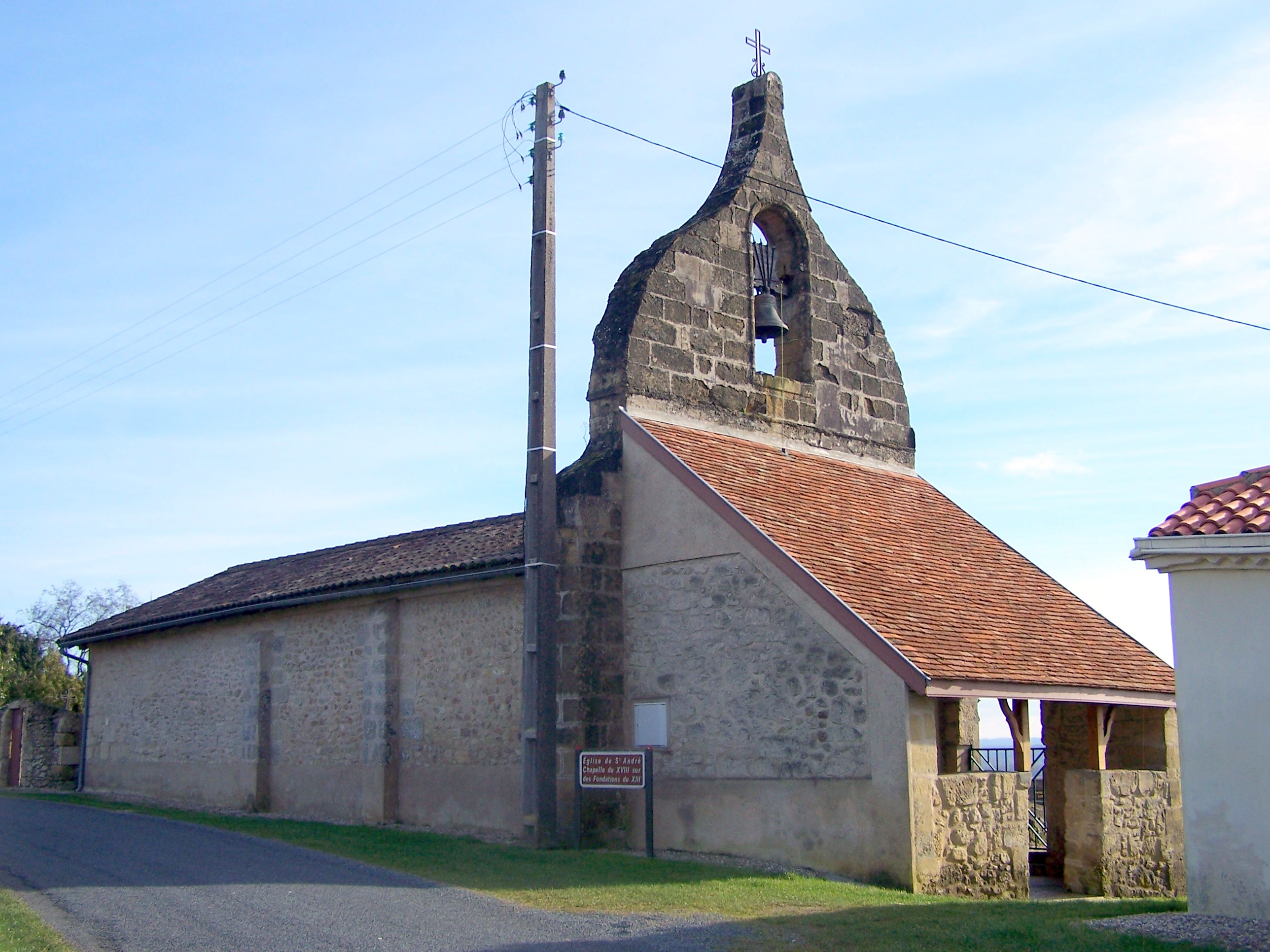
L'église de Saint-André-du-Garn (janv. 2010).
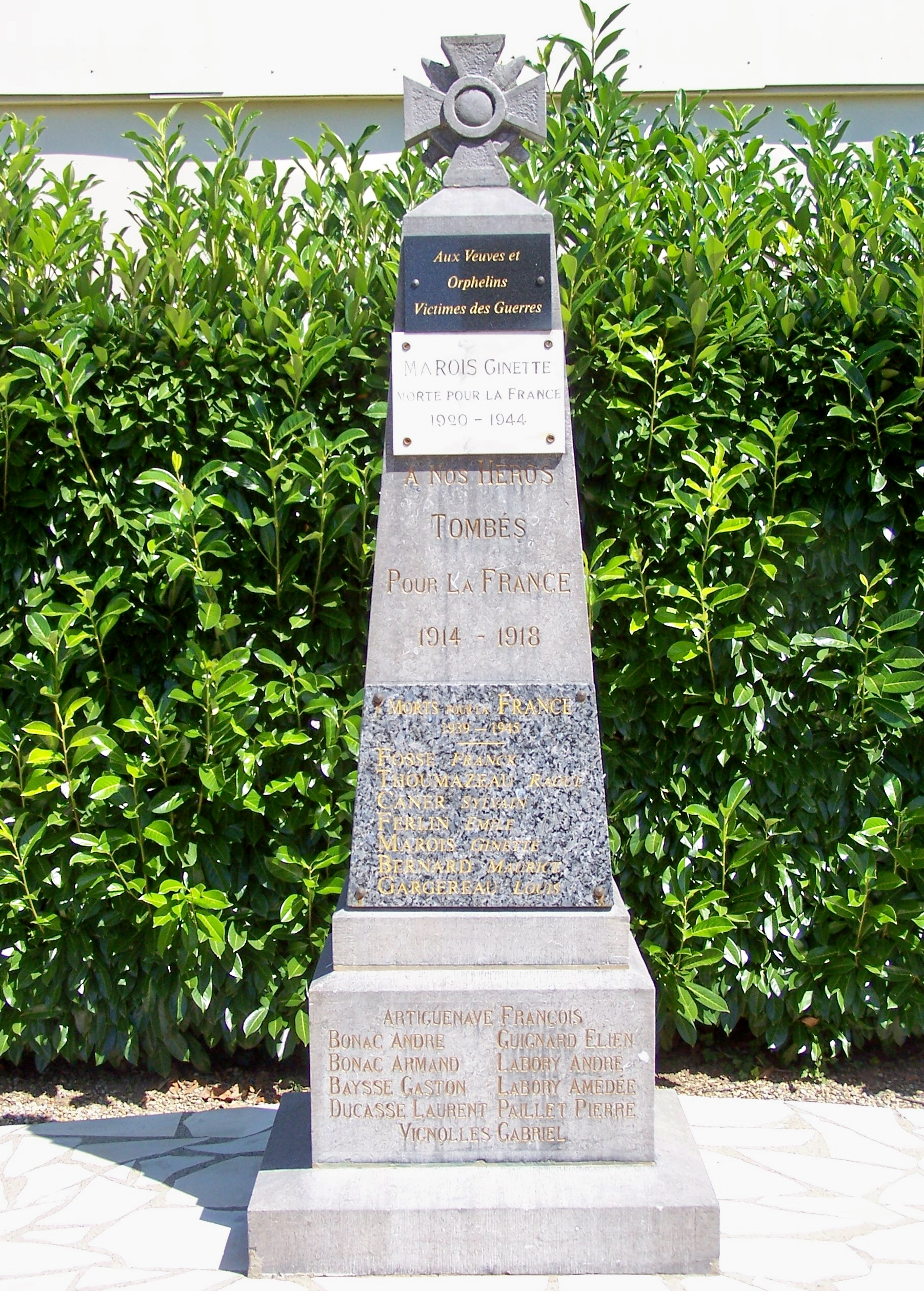
Le monument aux morts dans le cimetière près de l'église Saint-Jean (juil. 2009).
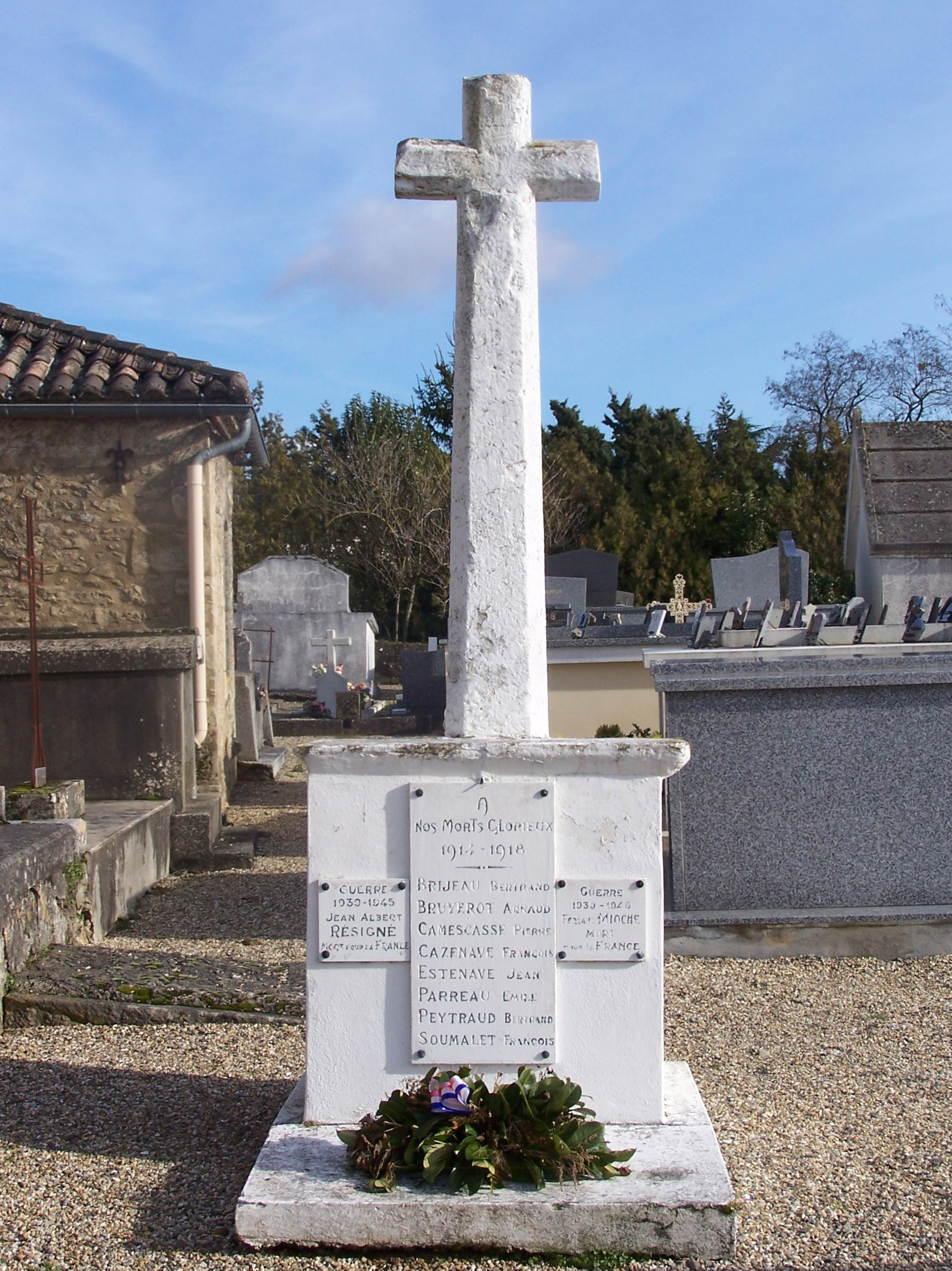
Le monument aux morts de Saint-André-du-Garn (janv. 2010).